# 浮橋駅
浮橋駅（ふきょうえき）は中華人民共和国江蘇省南京市玄武区太平北路と珠江路の交差点にある、南京地下鉄の駅である。3号線と13号線が乗り入れ、両路線の接続駅となっている。

## 駅構造

### のりば
| 番線 | 路線            | 方面                    | 行先        |
| ---- | --------------- | ----------------------- | ----------- |
|      | 南京地下鉄3号線 | 鶏鳴寺・上元門 方面     | 琥珀泉 行き |
|      | 南京地下鉄3号線 | 天元西路・上秦淮西 方面 | 秣陵 行き   |

## 隣の駅
南京地下鉄
■3号線
鶏鳴寺駅 - 浮橋駅 - 大行宮駅
南京地下鉄
■13号線
- 浮橋駅 -